# Горбате Поле
Горбате Поле — колишній хутір у Головківській сільській раді Малинського району Коростенської округи Української СРР.

## Населення
У 1926 році налічувалося 46 жителів, дворів — 8.

## Історія
Розташовувався біля с. Головки. До 1923 року входив до складу Малинської волості Радомисльського повіту Київської губернії. У 1923 році включений до складу новоутвореної Головківської сільської ради Малинського району Малинської округи.
Знятий з обліку населених пунктів до 1 жовтня 1941 року.